# Marie Humbert, le secret d'une mère
Marie Humbert, le secret d'une mère est un téléfilm français réalisé par Marc Angelo, diffusé le 9 décembre 2007 sur TF1. Ce téléfilm est aussi diffusé sous le titre Marie Humbert, l'amour d'une mère.
Ce téléfilm est l'adaptation du livre écrit par Frédéric Veille, Je vous demande le droit de mourir paru en décembre 2003 aux éditions Michel Lafon.

## Synopsis
Le 24 septembre 2000, Vincent Humbert quitte la caserne des pompiers où il était de garde. En route pour rejoindre sa petite amie, un poids lourd percute sa voiture. La vie de Marie, la mère du jeune homme, est désormais suspendue au souffle de son fils, plongé dans un coma profond...

## Fiche technique
- Réalisateur : Marc Angelo
- Scénario et dialogues : Isabel Sebastian
- Directeur de la photographie : Dominique Bouilleret
- Musique : Armand Amar
- Décors : Tony Egry
- Ingénieur du son : Jacques Pibarot
- Montage : Yves Charoy
- Producteur : Christophe Dechavanne
- Lieux de tournage : en Bretagne (à Trévou-Tréguignec, sur la Côte de Granit rose, à Lannion) ainsi qu'à Rambouillet, à Eaubonne et à Paris, devant le Palais de l'Elysée.
- Date de diffusion : 9 décembre 2007 sur TF1
- Durée : 90 minutes
- Genre : Drame, biographie

## Distribution
- Florence Pernel : Marie Humbert, la mère de Vincent
- Édouard Collin : Vincent Humbert
- Matyas Simon : Christophe Humbert
- Michael Alcaras : Olivier Humbert
- Éric Franquelin : Jacques Humbert
- Élodie Fontan : Estelle, la petite-amie de Vincent
- Héléna Soubeyrand : Julie Humbert
- Sophie Bouilloux : Nathalie
- Georges Claisse : Le docteur Brun
- Erick Desmarestz : Le docteur Chaussoy
- Renan Mazéas : Rémi
- Clair : Thérèse
- Jessica Beudaert : Catherine
- Dominique Charpentier : une surveillante
- Véronique Godfroy : l'assistante
- Jean-Christophe Delpias : Médecin-réanimateur
- Jessica Borio : Gabrielle
- Luce Mouchel : Annick
- Marianne Epin : Sabine
- Sylviane Goudal : Zaza
- Bernard Chabin : le premier chirurgien
- Jean-Yves Freyburger : Un journaliste
- Léopold Simalty : L'anesthésiste
- Nadia Barentin : Madame Courinal
- Alex Waltz : le capitaine des pompiers

### Article de presse
- « Téléfilm - Marie Humbert, l’amour d’une mère, sur TF1 » Article de Laurie Resse publié le 2 décembre 2007 dans France-Soir.